# Греко-римская борьба на летних Олимпийских играх 1936 — до 61 кг
Соревнования по греко-римской борьбе в рамках Олимпийских игр 1936 года в полулёгком весе (до 61 килограммов) прошли в Берлине с 6 по 9 августа 1936 года в «Германском Зале». 
Турнир проводился по системе с начислением штрафных баллов. За чистую победу штрафные баллы не начислялись, за победу по очкам борец получал один штрафной балл, за поражение по очкам со счётом 2-1 два штрафных балла, за поражение со счётом 3-0 или чистое поражение — три штрафных балла. Борец, набравший пять штрафных баллов, из турнира выбывал. Тот круг, в котором число оставшихся борцов становилось меньше или равно количеству призовых мест, объявлялся финальным, и борцы, вышедшие в финал, проводили встречи между собой. В случае, если они уже встречались в предварительных встречах, такие результаты зачитывались. Схватка по регламенту турнира продолжалась 20 минут.
В полулёгком весе боролись 19 участников. Кустаа Пихлаямяки, чемпион Европы 1931—1934 годов и вице-чемпион 1935 года, на этих играх сосредоточился на соревнованиях по вольной борьбе и в этом турнире участия не принимал. В его отсутствие претендентом на золотую медаль были Себастьян Херинг, чемпион Европы 1935 года, Аарне Рейни, чемпион Европы 1933 и 1934 годов, но в лёгком весе и Яшар Эркан, чемпион Балкан 1933—1935 годов. Геринг, имея два штрафных балла, в пятом круге уступил Эйнару Карлссону, и в финальную часть вышли Рейни (4 штрафных балла), Карлссон (3 балла) и Эркан (1 балл). В первой финальной встрече Рейни чисто победил Эркана, что сравняло очки двух борцов. Во второй финальной встрече боролись Рейни и Карлссон, и всё зависело от результатов этой встречи. При чистой победе Карлссона он становился победителем, вторым был Эркан, а Рейни — третьим. Любая другая победа Карлссона тоже отправляла Рейни на третье место, а за «золото» была бы проведена встреча Карлссона с Эрканом. Чистая победа Рейни означала бы первое место для него, второе для Эркана (при равенстве баллов был бы учтён результат личной встречи); любая другая победа означала для Рейни только «серебро».
Финальная встреча была упорной, и Рейни получил победу лишь раздельным решением судей, что вывело Эркана на первое место и он стал первым олимпийским чемпионом Турции не только в борьбе, но и в целом.   

## Призовые места
- Яшар Эркан
- Аарне Рейни
- Эйнар Карлссон

## Первый круг
| Штрафных баллов | Участник 1        | Результат    | Участник 2        | Штрафных баллов |
| --------------- | ----------------- | ------------ | ----------------- | --------------- |
| 0               | Эйнар Карлссон    | Туше (15:14) | Эрнст Леман       | 3               |
| 0               | Хенрик Шлазак     | Туше (15:14) | Дюла Мори         | 3               |
| 1               | Франтишек Ванда   | 2-1          | Томо Шестак       | 2               |
| 0               | Себастьян Херинг  | Туше (11:33) | Ион Хорват        | 3               |
| 1               | Ойген Краше       | 3-0          | Норманн Морелл    | 3               |
| 1               | Аарне Рейни       | 3-0          | Эрих Финкус       | 3               |
| 0               | Крисьянис Кундзис | Туше (8:10)  | Аугуст Шерпенисс¹ | 3               |
| 1               | Валентино Борджиа | 3-0          | Николаос Бирис    | 3               |
| 0               | Яшар Эркан        | Туше (12:07) | Роберт Нильсен²   | 3               |
| 0               | Хидэити Ёсиока    | Пропускал    |                   | 3               |

¹ Снялся с соревнований

² Снялся с соревнований

## Второй круг
| Штрафных баллов | Участник 1        | Результат    | Участник 2        | Штрафных баллов |
| --------------- | ----------------- | ------------ | ----------------- | --------------- |
| 1               | Эйнар Карлссон    | 3-0          | Хидэити Ёсиока    | 3               |
| 0               | Хенрик Шлазак     | Туше (2:50)  | Эрнст Леман       | 6               |
| 3               | Дюла Мори         | Туше (9:18)  | Томо Шестак       | 5               |
| 4               | Ион Хорват        | 3-0          | Франтишек Ванда   | 4               |
| 0               | Себастьян Херинг  | Туше (0:40)  | Норманн Морелл    | 6               |
| 1               | Аарне Рейни       | Туше (3:56)  | Ойген Краше       | 4               |
| 3               | Николаос Бирис    | Туше (14:28) | Эрих Финкус       | 6               |
| 2               | Валентино Борджиа | 3-0          | Крисьянис Кундзис | 3               |
| 0               | Яшар Эркан        | Пропускал    |                   |                 |

## Третий круг
| Штрафных баллов | Участник 1        | Результат    | Участник 2      | Штрафных баллов |
| --------------- | ----------------- | ------------ | --------------- | --------------- |
| 0               | Яшар Эркан        | Туше (13:46) | Хидэити Ёсиока  | 6               |
| 2               | Эйнар Карлссон    | 3-0          | Хенрик Шлазак   | 3               |
| 3               | Дюла Мори         | Туше (14:50) | Франтишек Ванда | 7               |
| 4               | Ион Хорват        | Туше (6:28)  | Ойген Краше     | 6               |
| 1               | Себастьян Херинг  | 3-0          | Аарне Рейни     | 4               |
| 3               | Крисьянис Кундзис | Туше (14:11) | Николаос Бирис  | 6               |
| 2               | Валентино Борджиа | Пропускал    |                 |                 |

## Четвёртый круг
| Штрафных баллов | Участник 1        | Результат    | Участник 2        | Штрафных баллов |
| --------------- | ----------------- | ------------ | ----------------- | --------------- |
| 0               | Яшар Эркан        | Туше (11:50) | Валентино Борджиа | 5               |
| 2               | Эйнар Карлссон    | Туше (17:33) | Дюла Мори         | 6               |
| 2               | Себастьян Херинг  | 3-0          | Хенрик Шлазак     | 6               |
| 4               | Аарне Рейни       | Туше (5:48)  | Ион Хорват        | 7               |
| 3               | Крисьянис Кундзис | Пропускал    |                   |                 |

## Пятый круг
| Штрафных баллов | Участник 1     | Результат | Участник 2        | Штрафных баллов |
| --------------- | -------------- | --------- | ----------------- | --------------- |
| 1               | Яшар Эркан     | 3-0       | Крисьянис Кундзис | 6               |
| 3               | Эйнар Карлссон | 3-0       | Себастьян Херинг  | 5               |
| 4               | Аарне Рейни    | Пропускал |                   |                 |

## Шестой круг
| Штрафных баллов | Участник 1     | Результат   | Участник 2 | Штрафных баллов |
| --------------- | -------------- | ----------- | ---------- | --------------- |
| 4               | Аарне Рейни    | Туше (4:50) | Яшар Эркан | 4               |
| 3               | Эйнар Карлссон | Пропускал   |            |                 |

## Финал
| Штрафных баллов | Участник 1  | Результат | Участник 2     | Штрафных баллов |
| --------------- | ----------- | --------- | -------------- | --------------- |
| 5               | Аарне Рейни | 2-1       | Эйнар Карлссон | 5               |
| 4               | Яшар Эркан  | Пропускал |                |                 |